# Список водорослей, грибов и лишайников, занесённых в Красную книгу Московской области
Список водорослей, грибов и лишайников, занесённых в Красную книгу Московской области, содержит 3 вида водорослей, 37 — лишайников и 22 вида грибов, включённых в Красную книгу Московской области.
Категории охраны обозначены цифрой в конце строки каждого вида:
- 1 — находящиеся под угрозой исчезновения
- 2 — сокращающиеся в численности
- 3 — редкие
- 4 — неопределённые по статусу
- 5 — восстанавливающиеся

## Отдел Красные водоросли — Rhodophyta

### Класс Родимениофициевые, или Флоридеи — Rhodymeniophyceae (Florideophyceae)
- Семейство Тореевые — Toreaceae
  - Торея реснитчатая — Thorea hispida (Thur.) Desv. 4

- Семейство Батрахоспермовые — Batrachospermaceae
  - Батрахоспермум слизистый, или четковидный — Batrachospermum gelatinosum (L.) DC. [B. moniliformeRoth] 4
  - Батрахоспермум торфяной, или неправильный — Batrachospermum turfosum Bory de Saint-Vincent [B. vagum (Roth) Ag.] 4

ГРИБЫ — FUNGI

## Отдел Сумчатые грибы — Ascomycota

### Класс Леоциомицеты —Leotiomycetes

#### Порядок Гелоциевые —Helotiales
- Семейство Леоциевые — Leotiaceae
  - Леоция студенистая — Leotia lubrica (Scop.) Pers. 3

### Класс Пезизомицеты —Pezizomycetes

#### Порядок Пезизовые —Pezizales
- Семейство Саркосомовые — Sarcosomataceae
  - Саркосома шаровидная — Sarcosoma globosum (Schmidel) Rehm 3

## Отдел Базидиальные грибы —Basidiomycota

### Класс Базидиомицеты —Basidiomycetes

#### Порядок Полипоровые —Polyporales
- Семейство Полипоровые — Polyporaceae
  - Трутовик разветвленный — Polyporus umbellatus (Pers.) Fr. [Grifola umbellata (Pers.) Pilat] 3

- Семейство Альбатрелловые — Albatrellaceae
  - Трутовик овечий — Albatrellus ovinus (Schaeff.) Kotl. et Pouz. 3

- Семейство Спарассовые — Sparassidaceae
  - Спарассис курчавый — Sparassis crispa (Wulf.) Fr. 3

#### Порядок Болетовые —Boletales
- Семейство Гиропоровые — Gyroporaceae
  - Каштановый гриб — Gyroporus castaneus (Bull.) Quel. 3
  - Гиропорус синеющий — Gyroporus cyanescens (Bull.) Quel. 3

- Семейство Болетовые — Boletaceae
  - Полубелый гриб — Boletus impolitus Fr. 4
  - Осиновик белый — Leccinum percandidum (Vassilk.) Watl. 3
  - Берёзовик розовеющий — Leccinum oxydabile (Sing.) Sing. 3

#### Порядок Агариковые —Agaricales
- Семейство Трихоломовые — Tricholomataceae
  - Говорушка подогнутая — Clitocybe geotropa (Bull.) Quel. 3
  - Чешуйчатка золотистая — Phaeolepiota aurea (Matt.) Maire 4

- Семейство Паутинниковые — Cortinariaceae
  - Паутинник чешуйчатый — Cortinarius pholideus (Fr.) Fr. 4
  - Паутинник лазоревый — Cortinarius venetus (Fr.) Fr. 4
  - Паутинник фиолетовый — Cortinarius violaceus (L.) Gray 4
  - Приболотник желтый — Cortinarius triumphans Fr. 4

#### Порядок Сыроежковые —Russulales
- Семейство Сыроежковые — Russulaceae
  - Груздь золотисто-желтый лиловеющий — Lactarius repraesentaneus Britzelm. 3
  - Груздь пергаментный — Lactarius pergamenus (Sw.) Fr. 3
  - Сыроежка золотистая — Russula aurea Pers. 2
  - Сыроежка разнопластинчатая — Russula heterophylla (Fr.) Fr. 3
  - Сыроежка зеленоватая — Russula virescens (Schaeff.) Fr. 3

- Семейство Герициевые — Hericiaceae
  - Ежевик коралловидный — Hericium coralloides (Scop.) Pers. 3

## Лишайники— Lichenes
- Семейство Кладониевые — Cladoniaceae
  - Кладония листоватая — Cladonia foliacea (Huds.) Schaer. 3
  - Кладония Цопфа — Cladonia zopfii Vain. 4

- Семейство Коллемовые — Collemataceae
  - Коллема топяная — Collema limosum (Ach.) Ach. 0
  - Лептогиум лишайниковидный — Leptogium lichenoides (L.) Zahlbr. 0

- Семейство Коллемовые — Collemataceae
  - Алектория многоветвистая — Alectoria sarmentosa (Ach.) Ach. 0
  - Цетрария колючая — Cetraria aculeata (Schreb.) Fr. 0
  - Флавоцетрария капюшоновидная — Flavocetraria cucullata (Bellardi) Karnef. et Thell 4
  - Флавопармелия морщинистая — Flavoparmelia caperata (L.) Hale 1
  - Гипогимния Биттера — Hypogymnia bitteri (Lynge) Ahti 1
  - Гипогимния трубчатая — Hypogymnia tubulosa (Schaer.) Hav. 3
  - Имшаугия бледнеющая — Imshaugia aleurites (Ach.) Fricke 1
  - Менегацция пробуравленная — Menegazzia terebrata (Hoffm.) A. Massal. 1
  - Пармелия скальная — Parmelia saxatilis (L.) Ach. 0
  - Пармелина дубовая — Parmelina quercina (Willd.) Hale 1
  - Пармелина липовая — Parmelina tiliacea (Hoffm.) Hale 2
  - Плеуростикта блюдчатая — Pleurosticta acetabulum (Neck.) Elix. 1
  - Уснея нитчатая — Usnea filipendula Stirton 1
  - Уснея цветущая — Usnea florida (L.) Wigg. 0
  - Уснея рыжеющая — Usnea fulvoreagens (Ras.) Ras. 1
  - Уснея оголенная — Usnea glabrata (Ach.) Vain. 1
  - Уснея оголяющаяся — Usnea glabrescens (Nyl. ex Vain.) Vain. 1
  - Уснея жёстковолосатая — Usnea hirta (L.) Wigg. 2
  - Уснея лапландская — Usnea lapponica Vain. 1
  - Уснея почти цветущая — Usnea subfloridana Stirt. 2

- Семейство Фисциевые — Physciaceae
  - Анаптихия реснитчатая — Anaptychia ciliaris (L.) Koerb. 3
  - Рамалина чашечковидная — Ramalina calicaris (L.) Rohl. 3
  - Рамалина разорванная — Ramalina dilacerata (Hoffm.) Hoffm. 1
  - Рамалина мучнистая — Ramalina farinacea (L.) Ach. 2
  - Рамалина ясеневая — Ramalina fraxinea (L.) Ach. 2
  - Рамалина опыленная — Ramalina pollinaria Ach. 2
  - Рамалина ломкая — Ramalina thrausta Nyl. 3

- Семейство Стереокаулоновые — Stereocaulaceae
  - Стереокаулон голый — Stereocaulon paschale (L.) Hoffm. 0

- Семейство Лобариевые — Lobariaceae
  - Лобария лёгочная — Lobaria pulmonaria (L.) Hoffm. 0

- Семейство Пельтигеровые — Peltigeraceae
  - Пельтигера пупырчатая — Peltigera aphthosa (L.) Willd. 1
  - Пельтигера горизонтальная — Peltigera horizontalis (Huds.) Baumg. 1
  - Пельтигера жилковатая — Peltigera venosa (L.) Baumg. 1

- Семейство Телосхистовые — Teloschistaceae
  - Ксантория обманчивая — Xanthoria fallax (Hepp) Arn. 3